# جيمي وليامز
جيمي وليامز (بالإنجليزية: Jimmy Williams)‏ (1 يناير 1888 ستوك أون ترينت المملكة المتحدة - 1 يناير 1960 ستوك أون ترينت المملكة المتحدة) هو لاعب كرة قدم بريطاني سابق كان يلعب كلاعب وسط.